# Manitowoc River

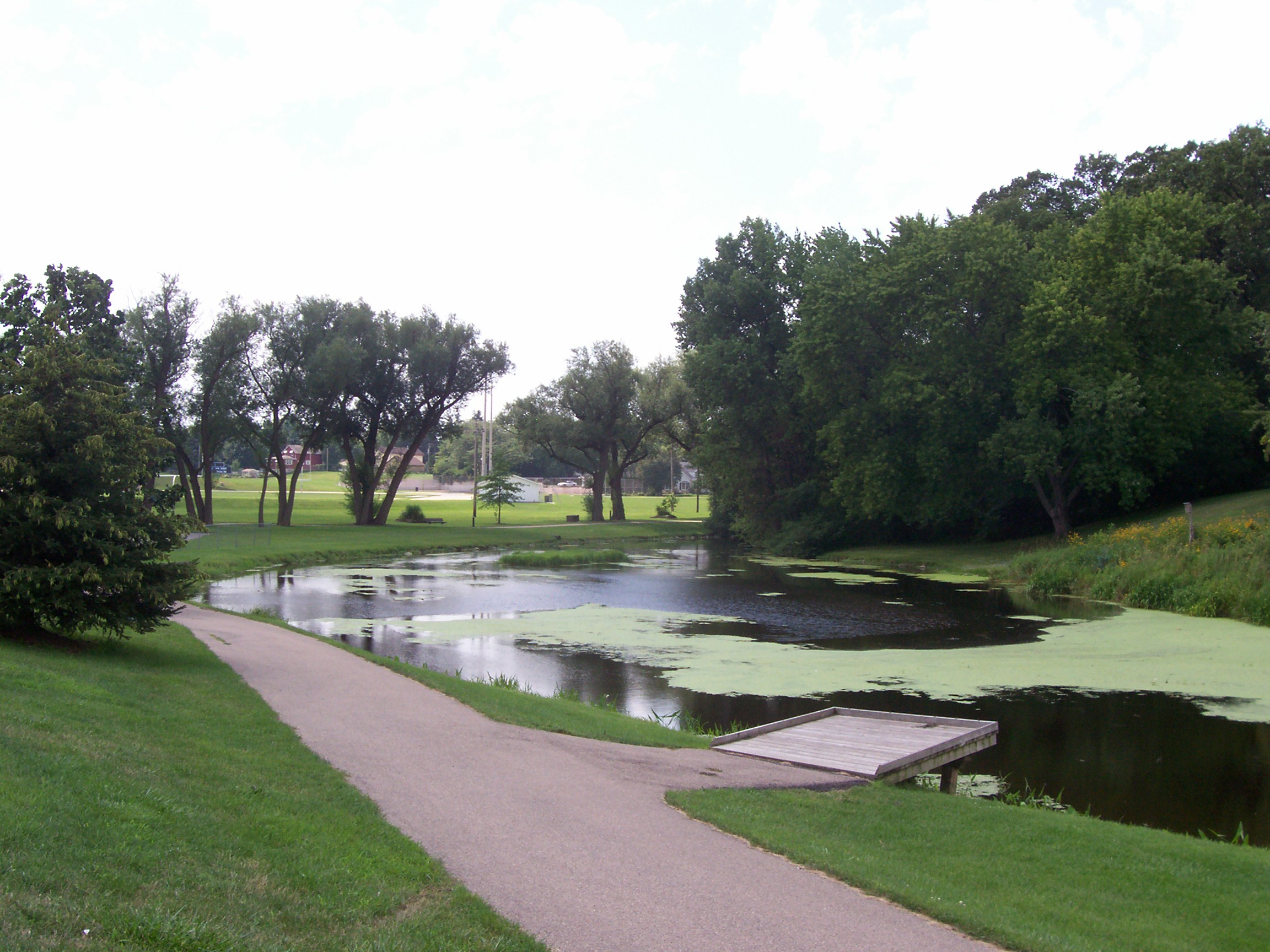
Der South Branch Manitowoc River bei Chilton

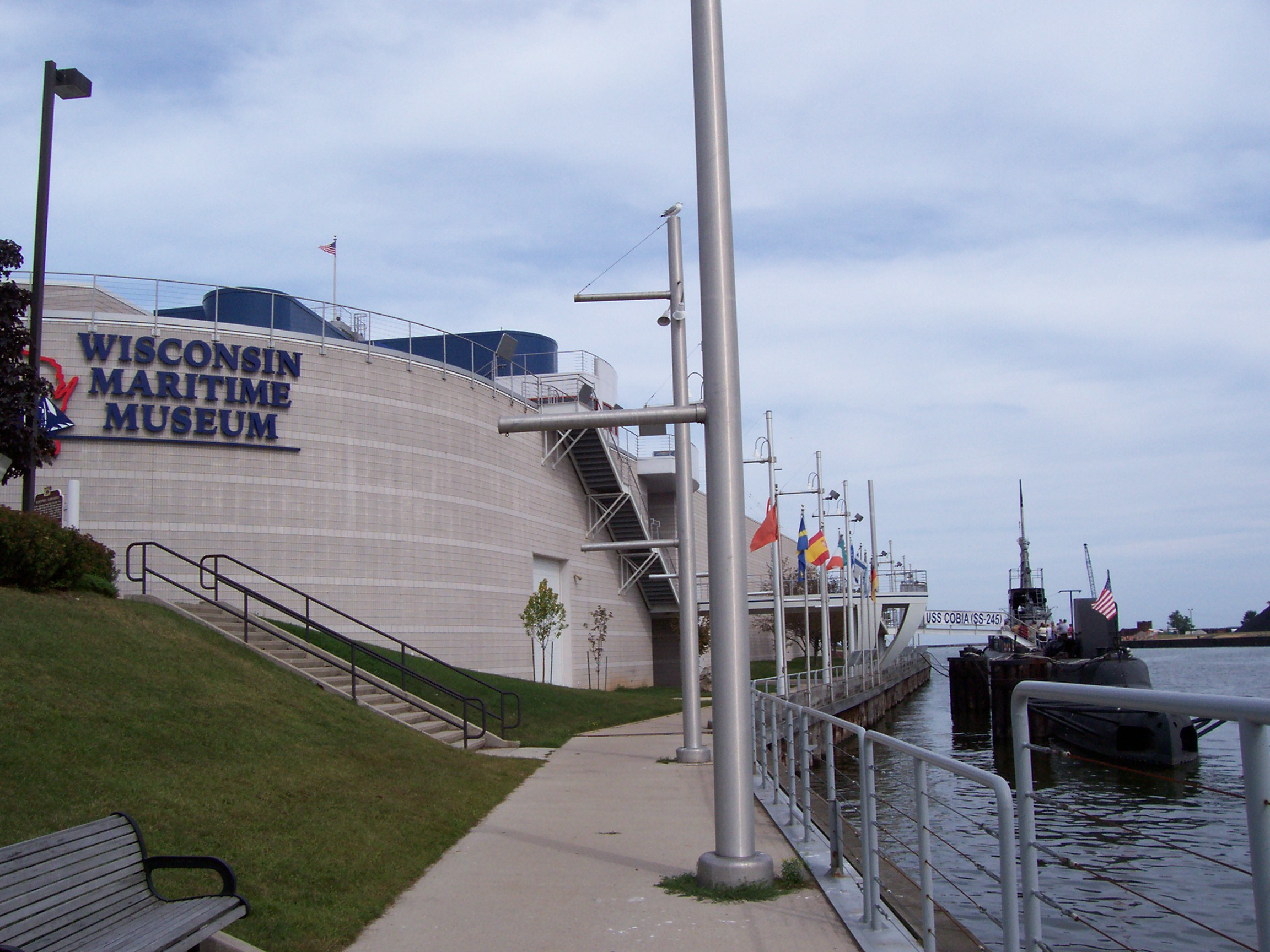
Das Wisconsin Maritime Museum an der Mündung des Flusses

Der Manitowoc River ist ein rund 65 km langer Fluss im Osten des US-amerikanischen Bundesstaates Wisconsin. Er mündet in der Stadt Manitowoc in den Michigansee.

## Verlauf
Der Manitowoc River entsteht im Osten des Calumet County aus dem Zusammenfluss seiner beiden Quellflüsse:
- Der South Branch Manitowoc River, der längere der beiden Quellflüsse, entspringt im Nordosten des Fond du Lac County und fließt in nordöstlicher Richtung in das Calumet County. Dort passiert er die Stadt Chilton und vereinigt sich mit dem Killsnake River.

- Der North Branch Manitowoc River entspringt im Norden des Calumet County. Von dort fließt er in südöstlicher Richtung bis zum Zusammenfluss mit dem South Branch Manitowoc River.

Nach dem Zusammenfluss der beiden Quellflüsse fließt der Fluss überwiegend in östlicher Richtung durch das zentrale Manitowoc County, bis er in der Stadt Manitowoc seine Mündung in den Michigansee erreicht. 
Der größte Nebenfluss des Manitowoc River ist der aus nördlicher Richtung kommende Branch River.